# Lisbon (New Hampshire)
Lisbon ist der Name einer Town im Grafton County von New Hampshire, einem der Neuenglandstaaten der USA. Das U.S. Census Bureau hat bei der Volkszählung 2020 eine Einwohnerzahl von 1.621 ermittelt. Das Gebiet war zunächst Teil einer umfangreichen Landzuteilung an General Phineas Lyman als Belohnung für seine Aktivitäten im Siebenjährigen Krieg und wurde unter verschiedenen Namen wiederholt an verschiedene Gruppen zugeteilt. Der Name Lisbon bezieht sich auf die Hauptstadt Portugals, in der zur Zeit der Umbenennung ein Verwandter des zuständigen Gouverneurs als Botschafter stationiert war.

## Geographie

### Lage
Lisbon liegt im Norden von Grafton County am Ammonoosuc River.

### Nachbargemeinden
Angrenzend liegen im Norden Littleton, im Osten Sugar Hill, im Süden Landaff, im Südwesten Bath und im Westen Lyman.

### Gemeindegliederung
Ortsnamen sind Lisbon, Savageville und Barrett oder North Lisbon. Die Nachbargemeinde Sugar Hill gehörte bis ins 20. Jahrhundert zu Lisbon.

### Berge
Die Grenze zu Monroe verläuft über den 678 Meter hohen Gardner Mountain und erreicht dort die größte Erhebung in Lisbon.

### Gewässer
In den Ammonoosuc River, der die ganze Länge von Lisbon durchfließt, münden der durch Lyman aus Littleton kommende Sunny Brook von rechts und der von Sugar Hill kommende Salmon Brook von links. Oberhalb von letzterem mündet der in Franconia entspringende Gale River. Pearl Lake und Perch Pond sind kleinere Seen, ersterer entwässert über den gleichnamigen Bach zum Ammonoosuc.

## Geschichte
Die erste Landzuweisung (Grant) im Gebiet von Lisbon ging an General Phineas Lyman für dessen Verdienste im Siebenjährigen Krieg. 1763 wurde das heutige Lisbon unter dem Namen Concord eingetragen. Eine weitere Eintragung erfolgte 1764, unter dem Namen Chiswick, eine dritte Landzuteilung als Gunthwaite erfolgte 1768 und schloss Teile der heutigen Towns Littleton, Dalton und Sugar Hill mit ein. Wie in anderen Gemeinden New Hampshires kam es auch im Gebiet von Lisbon durch die Ansprüche aus unterschiedlichen Grants zu Auseinandersetzungen um Landbesitz, der in Lisbon zu Gunsten der ursprünglichen Siedler entschieden wurde. Ein Gesetz vom Januar 1787, in dem ein Colonel Johnstone aus Haverhill mit der Einberufung eines Eigentümer- und Siedlertreffens beauftragt wurde, bei dem Steuerschätzer- und eintreiber bestimmt werden sollte, enthielt eine Klausel die vorsah, das aus diesen Vorgängen keine Auswirkungen auf die Ansprüche auf Land aus den Grants Concord und Gunthwaite hervorgehen sollten. Die Gemeinde war als Gunthwaite gegründet worden, nahm aber den Namen Concord an und wurde in den offiziellen Unterlagen als Concord, alias Gunthwaite bezeichnet, später als Concord in Grafton County. Am 24. Juni 1824 wurde der Name gesetzlich auf Lisbon geändert. Diesem Namen hatte die Gemeindeversammlung zuvor zugestimmt. Gouverneur Levi Woodbury wählte ihn zu Ehren eines Freundes, der als Konsul in Lissabon gedient hatte. Die Besiedelung vollzog sich zunächst nur langsam. Einer der ersten Siedler hatte das Gebiet 1749 auf einem Jagdzug durchstreift und baute 1768 eine erste Blockhütte. Ein weiterer kam 1775 aus Massachusetts und baute in der Nähe eine weitere Blockhütte. Zu dieser Zeit stand am Androscoggin noch eine Behausung der Ureinwohner, und frühe Siedler berichteten von mehr als einem halben Dutzend davon entlang des Flusses. Die Siedler bauten ein Fort mit Blockhaus. Nach der Revolution wurde das Fort abgerissen, und das Blockhaus diente als Hotel. Später wurde es zur Taverne erweitert. Darin fanden die ersten Gemeindeversammlungen statt. Die Siedlung etablierte sich als solche, als der Bruder eines der ersten Siedler am Androscoggin eine Mühle baute, die das notwendige Bauholz für aufwendigere Bauten als Blockhäuser lieferte, Korn mahlte, Schindeln produzierte und später Wasserkraft zum Kämmen und Aufspulen von Wolle lieferte. Diese Wolle wurde von den Siedlern in Heimarbeit versponnen und weiter verarbeitet. Nach der Revolution nahm die Zahl der Siedler langsam, aber beständig zu. 1785 hatten sich vierzig Familien und eine Anzahl alleinstehender Siedler angesiedelt. Im Gebiet gab es zur Zeit der Besiedelung ausgedehnte Holzbestände, der Boden war ertragreich, zum Teil zwar leicht, sprach in diesen Bereichen allerdings gut auf Düngung an. Einsetzender Wohlstand führte dazu, dass die Landinhaber der ursprünglichen Zuteilung unter dem Namen Concord ihre Ansprüche durchsetzen wollten, zum Nachteil der Siedler, die ihre Ländereien unter der späteren Gunthwaite-Charter erhalten oder von solchen Landeigentümern erworben hatten. Obwohl die Concord-Charter für verfallen erklärt worden war, wurde gerichtlich zugunsten der darin aufgeführten, früheren Landeigentümer entschieden. Siedler, deren Landrechte unter der Gunthwaite-Charter erworben worden waren, wanderten ab, nachdem sie allen erarbeiteten Besitz verloren hatten, oder kauften ihr Land zum zweiten Mal. 1805 waren zwei Siedler aus Lisbon die ersten, die den Old Man of the Mountain sahen und ihn zu Ehren des Präsidenten Jefferson tauften.
Um 1800 gab es in Lisbon Gemeinden der Methodisten und Baptisten, die beide bis 1859 Kirchengebäude errichtet hatten. Zur Mitte des 19. Jahrhunderts lagen in Lisbon zwei Dörfer, neben dem Kernort Lisbon das Dorf Sugar Hill im Osten, die beide über ein Postamt verfügten, Lisbon dazu ab 1853 auch über einen Bahnhof. Das Gemeindegebiet war in 14 Schulbezirke unterteilt. Südlich von Sugar Hill wurde ein für die damaligen Bedingungen ergiebiges Eisenerzvorkommen abgebaut. Das Erz wurde in Franconia am Gale River in den dortigen Hütten veredelt. Der dazu nötige Kalk kam ebenfalls aus Steinbrüchen in Lisbon. Daneben wurde Ahornsirup in erwähnenswertem Maße produziert. Es gab zwei Fabriken, die Kartoffelstärke produzierten, einen Spulen- und einen Kutschenhersteller. 1864 eröffnete die Lisbon Public Library, betrieben von der Lisbon Library Association, die 1883 einen zweistöckigen Neubau errichtete. Der Bestand belief sich auf 1570 Bände.
1875 war Lisbon der größte Kartoffelproduzent in Grafton County. Die Erntemenge betrug 111.000 Bushel. Andere ertragreiche Anbauprodukte waren Weizen, Hafer und Heu. Weitere Produkte waren unter anderem 200 Tonnen Kartoffelstärke, 30.000 Pfund Ahornzucker, 20.000 Bushel Schuhnägel, und 100.000 Rohspulen, ferner Kutschen, Kisten und andere Transportbehälter, Holzwolle und gemahlener Quarz, der als Dünger verkauft wurde, sowie Butter und Käse.
In Sugar Hill stand das größte von gegen Ende des 19. Jahrhunderts vier Hotels für jeweils mindestens 100 Gäste. Daneben gab es eine Reihe von kleineren Gasthäusern, Hotels und Pensionen, die Sommerfrischlern Unterkunft und Mahlzeiten boten. Weitere Firmen waren Hersteller von Sägeholz, Schuhstiften, Holzschliff und anderen Holzprodukten und Getreidemühlen. Einer der Betriebe in Lisbon war die Parker Young Company. Sie produzierte Kisten, Spulen und Stuhlgestellen und war daneben der weltgrößte Hersteller von Resonanzböden für Klaviere. J. K. Atwood & Co. produzierte außer Schnittholz im Jahr 16 Millionen Rohspulen, die in Manchester von einem Partnerbetrieb fertiggestellt wurden. Drei von fünf Sägemühlen in den USA, die Schuhnägel drehten, standen in Lisbon. Eine davon, Chas. Mindt, produzierte etwa 35.000 Bushel pro Jahr und exportierte die gesamte Produktion nach Hamburg, wo Mindt Senior den Vertrieb übernahm.
Im Gebiet von Sugar Hill wurde der erste Schlepplift von New Hampshire eingerichtet.
Im Jahr 1853 erhielt Lisbon Anschluss an die Eisenbahn und einen eigenen Bahnhof, als die Strecke von Woodsville nach Groveton der White Mountains Railroad Littleton erreichte. Der Weiterbau der Stichstrecke bis nach Whitefield Junction, wo Anschluss an weitere Bahnstrecken bestand, dauerte bis 1869. Knapp hundert Jahre später wurde der Personenverkehr auf der Strecke durch Lisbon im Jahr 1961 eingestellt. Der Güterverkehr wurde bis 1995 weitergeführt. Nach einem Brückenschaden wurde die Strecke stillgelegt. Auf einem Teil der Trasse wurde ein Freizeitweg eingerichtet.
1962 trennte sich Sugar Hill von Lisbon und wurde eine unabhängige Gemeinde. Dies war die letzte Gemeindegründung in New Hampshire (Stand 2021).

### Bevölkerungsentwicklung
| Jahr      | 1786 | 1790 | 1800 | 1810 | 1820 | 1830 | 1840 | 1850 | 1860 | 1870 |
| --------- | ---- | ---- | ---- | ---- | ---- | ---- | ---- | ---- | ---- | ---- |
| Einwohner | 152  | 313  | 663  | 1126 | 1126 | 1472 | 1682 | 1881 | 1886 | 1844 |
| Jahr      | 1880 | 1890 | 1900 | 1910 | 1920 | 1930 | 1940 | 1950 | 1960 | 1970 |
| Einwohner | 1807 | 2060 | 2221 | 2460 | 2288 | 2324 | 2103 | 2009 | 1788 | 1480 |
| Jahr      | 1980 | 1990 | 2000 | 2010 | 2020 | 2030 | 2040 | 2050 | 2060 | 2070 |
| Einwohner | 1517 | 1621 | 1589 | 1595 | 1621 |      |      |      |      |      |

### Brände
Die Parker & Young Company, einer der großen Arbeitgeber Lisbons, begann wie andere Betriebe auch als Mühle zum Sägen und Mahlen. Die erste Mühle brannte 1876 ab, wurde wieder errichtet und brannte 1883 oder später erneut, nur um wiederum neu aufgebaut zu werden. Im Juni 1891 brannte der gesamte Parker&Young-Komplex ab. Mühle, Nebengebäude, Roh- und Fertigprodukte verbrannten, ebenso sechzehn weitere Gebäude im Westen Lisbons auf der anderen Seite des Ammonoosuc, die nicht zur Company gehörten. Feuerwehren kamen mit Sonderzügen aus dem zehn Meilen entfernten Woodsville wie aus Littleton im Norden. Dennoch war innerhalb weniger Stunden der gesamte Komplex abgebrannt, und nur der geziegelte Schornstein stand noch. 100 Mitarbeiter hatten Arbeit und die am Arbeitsort aufbewahrten Werkzeuge, Geld und persönlichen Besitz verloren. Die Concord & Montreal Railroad verlor vier Waggons, die verbrannten, und die ganze Stadt war damit beschäftigt, Hausdächer zu benetzen und das Feuer zu bekämpfen. Die Fabrikpfeife der Parker&Young Company diente bis 1922 als Feuersirene für Lisbon.
Im Jahr 1901 kam es zu einem weiteren großen Brand, bei dem mehrere Blöcke der Innenstadt Lisbons abbrannten. Dabei wurden alle Gebäude von der School Street Bridge bis zum heutigen Lisbon Inn vernichtet. Der letzte große Brand in Lisbon (Stand 2021, nach Quellenlage) vernichtete im August 1941 sechs Gebäude in der Innenstadt, darunter ein Warenhaus, das als erstes Bahnhofsgebäude Lisbons genutzt worden war.

### Cobleigh Airfield
Im Jahr 1922 landete ein Arzt aus Littleton nördlich des Ortes Lisbon auf einem Feld zwischen Bahnstrecke und Straße. 1925 wurde am gleichen Ort der Cobleigh Airport zum ersten Mal behördlich registriert. In den 1930er Jahren hatte dieser kleine Flugplatz seine betriebsamste Zeit. Zugleich kam es in New Hampshire zu einem Boom kleiner, lokaler Flugplätze. Neben Lisbon gab es in der Umgebung Landeplätze in Woodstock, Whitefield und Twin Mountain. Von diesen sind die beiden letzteren noch in Betrieb.
1930 kamen zwei Flieger mit ihrem Waco-Doppeldecker aus Kansas nach Lisbon. Zur Orientierung hatte die Lisbon Manufacturing Company den Ortsnamen auf ihr Dach geschrieben, groß genug, dass die Piloten aus 3500 Fuß Höhe erkennen konnten, dass sie am Ziel waren. In den folgenden Jahren wurden von diesen und anderen Flugzeugeigentümern Rundflüge in der Umgebung angeboten und Flugunterricht erteilt. Es wurden Luftshows und Flugzeugrennen veranstaltet, die bis zu 2000 Zuschauer anlockten. Bei einem Ausbildungsflug kam es am 19. Juli 1931 zu einem Unfall, als eine Maschine mit Flugschüler und -lehrer kurz nach dem Start im Sturzflug in ein Feld nahe dem Flugfeld einschlug. Die Insassen waren bewusstlos, als man sie erreichte. Der Fluglehrer starb später im Krankenhaus. Bei anderer Gelegenheit, im Jahr 1935, wurde eine Patientin aus Lisbon per Flugzeug zur Kur nach Michigan geflogen. Im gleichen Jahr wurde angekündigt, das Lisbon als Zwischenstopp für Postflüge von Burlington nach Boston dienen sollte. Wenn es dazu kam, wurde dieser Dienst nur kurz bedient.
Neben der Verwendung als Flugfeld diente das Gelände auch als Trainingsort für die örtliche Baseballmannschaft, als Zirkusgelände und einmal als Lagerstatt für eine durchmarschierende Militäreinheit, deren Kapelle sich mit einem Konzert vor tausenden von Zuschauern revanchierte.
In den späten 1930er Jahren verlagerte sich das Interesse nach Twin Mountain und St. Johnsbury. Um 1940 herum scheint der Flugbetrieb auf dem Lisbon Cobleigh Airport vorbei gewesen zu sein.

## Wirtschaft und Infrastruktur

### Öffentliche Einrichtungen
Lisbon hat eine gemeindeeigene Polizei, deren Angestellte in Vollzeit tätig sind. Die Freiwillige Feuerwehr Lisbon sorgt für den Brandschutz; durch Freiwillige erfolgt auch die medizinische Notfallversorgung. Das nächstgelegene Krankenhaus ist das Littleton Regional Hospital in Littleton. Wasserver- und Abwasserentsorgung liegen bei der Gemeinde, die eine eigene Abwasserkläranlage betreibt. Müll wird bei Abgabe nach anfallender Menge berechnet. Es gibt eine Recyclingannahmestelle. In Lisbon gibt es eine öffentliche Bibliothek, die Lisbon Public Library, sowie die Schulen des Lisbon-Lyman Schulbezirkes, von der Grund- bis zur Oberschule.

### Verkehr
Durch Lisbon führt in nord-südlicher Richtung die US-302, mit der hier die New Hampshire Route NH-10 gemeinsam verläuft. Von dieser Straße zweigt die NH-117 Richtung Osten nach Franconia ab. Auf der ehemaligen Bahnstrecke verläuft der Ammonoosuc Rail Trail von Littleton nach Woodsville. In Franconia gibt es eine Landepiste mit Grasbahn, die nächstgelegene Asphaltpiste hat der Dean Memorial Airport in Haverhill. Nächstgelegener Flughafen ist der Lebanon Municipal Airport in Lebanon, gut 90 Kilometer entfernt.

## Personen
- Lorenzo Sabine (1803–1877), Politiker
- Solon Irving Bailey (1854–1931), Astronom
- C. C. Young (1869–1947), Politiker, Gouverneur von Kalifornien
- Raymond Bartlett Stevens (1874–1942), Politiker